# Paratrechalea julyae
Espèce
Paratrechalea julyae est une espèce d'araignées aranéomorphes de la famille des Trechaleidae.

## Distribution
Cette espèce est endémique du Brésil. Elle se rencontre dans les États de Bahia, de Rio de Janeiro et de São Paulo.

## Description
La carapace du mâle holotype mesure 2,90 mm de long sur 2,73 mm de large et l'abdomen 3,25 mm de long.
La femelle décrite par Silva et Lise en 2010 mesure 7,47 mm, sa carapace mesure 3,48 mm de long sur 3,15 mm de large et l'abdomen 3,98 mm de long

## Étymologie
Cette espèce est nommée en l'honneur de Juliane Bentes Picanço.

## Publication originale
- Silva, Lise, Buckup & Brescovit, 2006 : Taxonomy and new records in the Neotropical spider genus Paratrechalea (Araneae, Lycosoidea, Trechaleidae). Biociências, vol. 14, p. 71-82.